# Uvaria synsepala
Uvaria synsepala este o specie de plante angiosperme din genul Uvaria, familia Annonaceae, descrisă de Friedrich Anton Wilhelm Miquel. Conform Catalogue of Life specia Uvaria synsepala nu are subspecii cunoscute.